# Joseph Monier

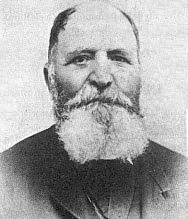
Joseph Monier

Joseph Monier (* 8. November 1823 in Saint-Quentin-la-Poterie, Frankreich; † 12. März 1906 in Paris) war ein französischer Gärtner, Erfinder und Unternehmer. Er gilt als der Erfinder des Eisenbetons, auch wenn andere wie François Martin Lebrun, François Coignet und Joseph-Louis Lambot bereits ähnliche Entdeckungen gemacht hatten, sie aber nicht oder nur für kurze Zeit weiterverfolgten. Auf seinen Namen geht die deutsche Bezeichnung für Bewehrungsstahl, „Moniereisen“, zurück.
Seine Erfindungen begannen mit der Herstellung von Pflanzkästen für die transportablen Orangenbäumchen in herrschaftlichen Gärten (und nicht von Blumentöpfen, wie häufig erwähnt wird) aus der damals Zement genannten Mischung aus Zement, Sand, Schlacke oder Ziegelbruch und Wasser sowie einer Einlage aus Drahtgewebe. Er verwendete das Prinzip der Verbindung von Zement und Drahtgeweben bald auch bei der Anlage von künstlichen Felsengärten und erweiterte es auf die Herstellung von Wassertanks, Rohren, kleineren Brücken, Treppen und Betonträgern. Während seine Ideen in Frankreich einen begrenzten Einfluss hatten und in der Praxis im Wesentlichen auf den Garten- und Landschaftsbau beschränkt blieben, wurden sie in Deutschland von Gustav Adolf Wayss und Conrad Freytag aufgegriffen und von Baufirmen wie Wayss & Freytag und Beton- und Monierbau rasch in die alltägliche Baupraxis insbesondere des Brückenbaus eingeführt und weiterentwickelt.

## Leben
Joseph Monier stammt aus einer Gärtnerfamilie, die seit Generationen in dem Dorf Saint-Quentin 5 km nördlich von Uzès und rund 29 km nördlich von Nîmes wohnte und für die Herzöge von Uzès arbeitete, den Feudalherren der Gegend um Uzès. Joseph war das sechste von zehn Kindern, von denen jedoch nur sechs das Erwachsenenalter erreichten. Wie damals weit verbreitet, konnte er nicht zur Schule gehen, da alle Kräfte bei der Arbeit gebraucht wurden. 1842, als er knapp 19 Jahre alt war, holte der Herzog ihn zu seinem Schloss in Paris. In dieser Zeit lernte er Lesen und Schreiben. Seine Gartenarbeit fand Anerkennung, so dass der Herzog ihn gelegentlich auch für andere herrschaftliche Gärten auslieh, was ihm die Kontakte verschaffte, die ihm später nützlich waren. Nach vier Jahren ergriff er die Gelegenheit, eine Stellung im Jardin des Tuileries zu erhalten, wo er für die Orangerie und die empfindlichen Gewächshauspflanzen zuständig war. Bald suchte er nach einem dauerhafteren und billigeren Ersatz für die nicht lange haltbaren hölzernen Pflanzkästen, in denen die Orangenbäumchen aufgezogen und transportiert wurden. Er begann daher, Kästen aus der damals unter dem Begriff Zement zusammengefassten Mischung aus Zement, Sand, Schlacke oder Ziegelbruch und Wasser sowie einer Einlage aus Drahtgewebe herzustellen. Anscheinend hat er einige Jahre mit diesen Behältern experimentiert, um die beste Zusammensetzung seines Materials zu finden.
Als Gärtner bemerkte er natürlich, dass diese Kästen auch als Wasserbehälter dienen konnten, für die er einen größeren Bedarf erkannte in einer Zeit, in der es noch keine öffentliche Wasserversorgung gab. Ohne seine Stellung in den Tuileries aufzugeben, begann er 1849 einen kleinen Betrieb als Landschaftsbauer, mit dem er Aufträge auch aus entfernteren Orten wie Versailles, Straßburg oder sogar Hyères erhielt. La Rocaille war die Mode dieser Zeit, also Gärten mit künstlichen Felsgruppen und Grotten, die er mit seinem Eisenzement (ciment et fer) herstellte. Mit dem Material konnte er auch kleine Pavillons und Fässer herstellen, die wie aus Holz gebaut aussahen.
Im Mai 1857 heiratete er Françoise Jaquey, mit der er zwei Söhne hatte.
Im Juli 1867 stellte er seine Ideen auf der zweiten Pariser Weltausstellung vor und beantragte sein erstes Patent für Gartenbehälter, das ihm unter der Nummer 77165 erteilt wurde. 1868 erweiterte er sein Patent auf Rohre, anschließend auf Wasserbecken und später auf größere Platten.
Er beschäftigte zu dieser Zeit fünfzehn Arbeiter und drei Vorarbeiter. Sein Betrieb am Rande von Paris (nicht weit vom heutigen Étoile entfernt) umfasste Büros, Werkstätten, Gewächshäuser sowie Ställe für acht Zugpferde und drei Kutschpferde.
Im Deutsch-Französischen Krieg von 1870–1871 verlor Joseph Monier praktisch seinen ganzen Besitz. Am Ende der viermonatigen Belagerung von Paris plünderte die hungernde Bevölkerung seinen Betrieb auf der Suche nach Essbarem, einschließlich der Pferde. Das preußische Bombardement im Januar 1871 zerstörte den Rest. Monier und seine Familie überlebten knapp den Winter mit Temperaturen bis minus 23 °C.
Nach dem Friedensschluss konnte er unter den schwierigen Bedingungen der Pariser Kommune seinen Betrieb mühsam wiederaufbauen. Er baute vor allem in der Umgebung von Paris eine große Anzahl von geschlossenen Wassertanks, von denen einer in Bougival ein Volumen von 130 m³ und zwei bei Sèvres ein Volumen von 1000 m³ hatten. Aufgrund seines fast nur durch Mundpropaganda verbreiteten Rufes konnte er sogar Arbeiten für Alphonse de Rothschild im Park von Schloss Ferrières ausführen. Monier legte Wert darauf, sich nach einigen Jahren bei seinen Kunden nach dem Zustand seiner Bauwerke zu erkundigen und Referenzschreiben einzuholen. Dabei wurde ihm immer wieder bestätigt, dass seine Reservoirs auch Temperaturen von unter minus 20 °C unbeschadet überstanden hatten.

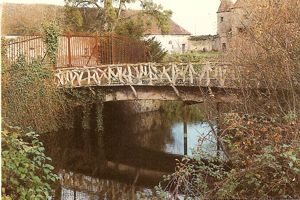
Brücke am Schloss Chazelet, 1875 von Joseph Monier gebaut

Nach der Ausführung von Wassertanks am Schloss Chazelet bei Saint-Benoît-du-Sault, Département Indre, beauftragte der Marquis de Tillière ihn 1875 auch mit dem Bau einer 16,50 m langen und 4,25 m breiten Brücke über den Schlossgraben, der ersten Eisenbetonbrücke der Welt, die aber den Eindruck erweckte, aus Holz gebaut zu sein (46° 30′ 27,3″ N, 1° 26′ 26,2″ O).
Zu dieser Zeit baute er auch eine Betontreppe zu seinem über der Werkstatt gelegenen Büro, die er sich ebenfalls patentieren ließ.
Während seine bisherigen Patente formal Zusatzpatente zu dem ersten, seit 1867 bestehenden Patent waren, erhielt er 1878 ein neues, eigenständiges Patent für Betonschwellen (Patent Nr. 120 989), das anschließend erweitert wurde auf unterschiedliche Betonbalken mit Eisenbewehrung. Dieses Patent enthielt erstmals die klare Aussage, dass der Zement das Eisen vor Rost schützt, und gilt als das grundlegende Patent des Eisenbetonbaus.
Als die Gemeinden ihre Wasser- und Abwasserleitungsnetze ausdehnten, sank die Nachfrage nach Wasserbehältern. Monier musste sich deshalb seine Kunden in immer größerer Entfernung von städtischen Zentren suchen. 1886 ließ er sich seine Idee schützen, den Hausbau mit vorgefertigten Betonplatten zu vereinfachen. Er beschrieb dieses Haus als erdbebensicher und resistent gegen Eis, Feuchtigkeit, Hitze und Feuer. Bei der Ausführung eines Auftrages für solch ein Haus in Nizza starb sein zweiter Sohn Paul am 24. November 1887 infolge eines Sturzes vom Gerüst. Da sein erster Sohn Pierre schon einige Zeit zuvor die Verbindung zum Vater wegen eines familiären Streites abgebrochen hatte, fand sich Joseph Monier im Alter von 64 Jahren in seinem Geschäft plötzlich ohne Nachfolger und ohne tatkräftige Unterstützung. Er musste deshalb im Juni 1888 Konkurs anmelden. 1890 gründete er allerdings eine neue Firma L'Entreprise générale de travaux en ciment J Monier. Mit dieser Firma baute er auf der Grundlage seines Treppenpatents eine Wendeltreppe mit 140 Stufen aus Eisenbeton in den Donjon des Schlosses Blandy-les-Tours ein (48° 34′ 1,6″ N, 2° 46′ 54,6″ O). 1889 ließ er sich noch ein Patent für Rohre für Telefon- und Stromleitungen ausstellen.

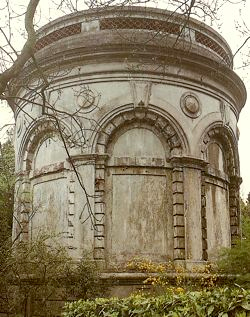
Reservoir in Clamart

Um diese Zeit führte Monier sein letztes bekanntgewordenes Projekt aus, ein Wasserreservoir für das Altenheim Maison de retraite Ferrari in Clamart, das von Marie de Ferrari, Herzogin von Galliera, gestiftet wurde. Der vom Architekten Prosper Bobin entworfene Tank ist 10 m hoch und hat einen Durchmesser von 8 m; der Boden des Tanks ist 8 cm dick, seine Decke 5 cm. Das Reservoir besteht nach wie vor (48° 47′ 51,3″ N, 2° 15′ 41,8″ O).
Danach zog er sich weitgehend aus dem Geschäftsleben zurück, konnte sich aber kaum der Forderungen von Gläubigern und der Steuerbehörden erwehren, die meinten, dass er hohe Einkünfte aus seinen vielfältigen Patenten haben müsse. Tatsächlich soll er in den dreißig Jahren insgesamt nur 200.000 Francs Lizenzeinnahmen gehabt haben und war in seinem Ruhestand mittellos. 1902 sandten einige ausländische Firmen eine Petition an den französischen Präsidenten, dass Joseph Monier, der Erfinder des Eisenbetons, eine staatliche Rente erhalten solle, und begannen eine Spendensammlung. Später regte man an, Monier die Genehmigung zum Betrieb eines staatlichen Tabakladens zu erteilen. Monier dankte für diese Unterstützung in einem Schreiben an die Zeitschrift Le Ciment. Er starb am 13. März 1906 und wurde auf dem Gemeindefriedhof von Billancourt beerdigt.

## Internationale Entwicklung
Im Jahr 1879 beantragte Joseph Monier ein Patent für Österreich und erteilte 1880 eine Lizenz an R. Schuster. Im gleichen Jahr unterzeichnete er ein Protokoll für Russland und erteilte Lizenzrechte für Belgien und Holland. 1881 stellte er einen Patentantrag für Deutschland.
1884 erhielt Joseph Monier den Besuch von Conrad Freytag, dessen Schwager und Gesellschafter Carl Heidschuch und dem Unternehmer Josseaux aus Offenbach am Main, der dort die Firma Martenstein & Jousseaux betrieb. Freytag erwarb dabei die Rechte für Süddeutschland zusammen mit einem Vorkaufsrecht auf die Rechte für Norddeutschland. Josseaux erwarb die Rechte für das Frankfurter Gebiet. Dieser sprach 1885 darüber mit Gustav Adolf Wayss, einem Unternehmer aus Frankfurt am Main, worauf Freytag 1885 das Vorkaufsrecht für Norddeutschland unentgeltlich an Wayss abtrat, der sein Unternehmen zur besseren Vermarktung nach Berlin verlegte. In den folgenden Jahren gründete Wayss zusammen mit dem Berliner Regierungsbaumeister Mathias Koenen die Actien-Gesellschaft für Monierbauten vormals G.A. Wayss & Co., die spätere Beton- und Monierbau A-G, und erwarb Lizenzrechte auch für Ostdeutschland. Zusammen mit Freytag gründete er die Wayss & Freytag.
Während Joseph Monier seine Bauten allein auf empirischer Grundlage erstellt hatte, begannen Wayss und Koenen mit Versuchen an zwei 4,5 m langen Bögen mit einer Pfeilhöhe von 45 cm. Koenen war wohl der erste, der erkannte, dass Stahl und Beton praktisch gleiche Ausdehnungskoeffizienten haben und eine erste theoretische Studie Druck und Zug in Eisenbeton verfasste. 1887 veröffentlichte Wayss die wohl auch auf Koenen zurückgehende Abhandlung Das System Monier (Eisengerippe mit Zementumhüllung) in seiner Anwendung auf das gesamte Bauwesen, das zur Grundlage der weiteren Entwicklung des Eisenbetons wurde. In den folgenden vier Jahren sollen in Deutschland und Österreich insgesamt 320 Eisenbetonbrücken gebaut worden sein.
Durch Einstweilige Verfügung des kgl. preußischen Landesgerichtes wurde die gewerbsmäßige Herstellung von Decken und Wänden, bei welchen ein Metallgerippe, Drahtgewebe oder Drahtgeflecht zur Verwendung gelangt, als Eingriff in die Patente der Firma Carl Rabitz untersagt. Diese Verfügung wurde jedoch durch das kgl. Kammergericht bald wieder ohne jede Einschränkung aufgehoben. Über Versuche zwecks Verbesserung des Rabitzsystems und über die Entwicklung des Putzmörtelträgers bis zur Erfindung des Stauss-Ziegelgewebes der Gebrüder Stauss (vgl. Putzträger) im Jahre 1889 dauerte es dann nur mehr drei Jahre.
Durch Moniers Erfindung des Eisenbetons wurden viele moderne Bauwerke wie Brücken, Hochhäuser überhaupt erst möglich.

## Patente
Joseph Monier erhielt in Frankreich die folgenden Patente:
| Nummer des Patentes | Datum              | Titel |
| ------------------- | ------------------ | --- |
| n° 77 165           | 16. Juli 1867      | System mobiler Behälterkästen aus Eisen und Zement für den Gartenbau Système de caisses-bassins mobiles en fer et ciment applicables à l'horticulture |
| n° 77 165 Zusatz    | 04. Juli 1868      | Verfahren für Rohre Procédé pour des tuyaux |
| n° 77 165 Zusatz    | 19. September 1868 | Verfahren für ortsfeste unbewegliche Wasserbehälter aus Zement und Eisen für die Gartenbewässerung Procédé pour des bassins fixes et immobiles en ciment et fer pour retenir l'eau des jardins |
| n° 77 165 Zusatz    | 02. September 1869 | Verfahren für bewegliche und unbewegliche Platten für Häuserfassaden usw. Procédé pour des panneaux, mobiles et immobiles, servant à la clôture des maisons, etc. |
| n° 77 165 Zusatz    | 13. August 1873    | Vorrichtung zum Bau von Brücken und Stegen aller Größenordnungen Application à la construction des ponts et passerelles de toutes dimensions |
| n° 77 165 Zusatz    | 16. März 1875      | System zum Bau von Kisten und Särgen … Système de construction de caisses et cercueils … |
| n° 77 165 Zusatz    | 26. Juli 1875      | System zum Bau von Treppen Système de construction d'escaliers |
| n° 120 989          | 03. November 1877  | System von Schwellen und Trägern aus Zement und Eisen für Straßen, Wege und Eisenbahnen Système de traverses et supports en ciment et fer applicables aux voies, chemins ferrés et non ferrés |
| n° 120 989 Zusatz   | 27. Juni 1878      | Vorrichtung zum Bau von Wasser- und Abwasserleitungen Application à la construction d'égouts et aqueducs |
| n° 120 989 Zusatz   | 14. August 1878    | Vorrichtung zum Bau von Balken verschiedener Größen für Brücken und Stege Application à la construction de poutres, poutrelles pour ponts, passerelles |
| n° 120 989 Zusatz   | 30. Januar 1880    | Abänderung und Verbesserung des Systems bezüglich der Ausführung der besagten Schwellen (Verbindungen) Modification, perfectionnement du système dans la manière d'exécuter lesdites traverses (ligatures) |
| n° 135 590          | 15. März 1880      | System von Fässern und Behältern aus Zement und Eisen für alle Bereiche der Industrie als Behälter für alle Arten von Flüssigkeiten wie Wasser, Wein, Bier, Apfelwein, Öl etc. Systèmes de cuves, récipients en ciment et fer applicables à tous genres d'industrie pour contenir tous liquides tels que eaux, vins, bières, cidres, huiles, etc.                            |
| n° 135 590 Zusatz   | 03. August 1880    | Anwendung dieses Systems auf die Herstellung von Putz und Beschichtungen aus Zement und Eisen für alle Arten von Oberflächen, seien sie eben, geneigt, senkrecht, horizontal oder sonstwie Application de ce système à la construction d'enduits, revêtements en ciment et fer s'appliquant à tous genres de surfaces, planes, inclinées, verticales, horizontales ou autres |
| n° 135 590 Zusatz   | 04. August 1880    | Anwendung dieses Systems auf die Herstellung von Tränken, Futtertrögen, Vasen, Blumenschalen, -kästen und -ständern etc. Application de ce système à la construction d'abreuvoirs, mangeoires, vases, bacs à fleurs, jardinières, etc. |
| n° 120 989 Zusatz   | 02. März 1881      | Anwendung dieses Systems auf die Herstellung von geraden oder gebogenen Platten aus Eisen und Zement Application de ce système à la construction de planchers droits ou cintrés hourdés en fer et ciment |
| n° 170 798          | 24. August 1885    | System von Rohren und Leitungsrohren aus Zement und Eisen Systèmes de tuyaux, conduits en ciment et fer |
| n° 170 798 Zusatz   | 24. Dezember 1885  | Verbesserung des Systems der Herstellung von Rohren Perfectionnement au système de constructions de tuyaux (ligatures) |
| n° 175 513          | 15. April 1886     | System zur Herstellung fester oder tragbarer, hygienischer und wirtschaftlicher Häuser aus Zement und Eisen Système de constructions de maisons fixes ou portatives, hygiéniques et économiques, en ciment et fer |
| n° 213 013          | 24. April 1891     | System zur Herstellung von Kabelkanälen aus Zement und ein- oder zweilagigen Eisen für Telegraphen- und Stromleitungen Système de construction en ciment et fer à simple et double ligature, des caniveaux pour fils télégraphiques et électriques |